# Gloria del Paraguay
Gloria Criscione Pineda, artisticamente conhecida como Gloria del Paraguay, é uma soprano paraguaia, reconhecida por a versatilidade da sua voz. Realiza Concertos de música clássica e árias de ópera para soprano lírica e soprano dramático, e árias para mezzosoprano, incluindo no seu repertório canções folclóricas do Paraguai e da América Latina.

## Educação
É filha de pai italiano e mãe espanhola, nascida no Paraguai. Começou seus estudos aos 5 anos na Escola de Belas Artes na disciplina de declamação e dança. Aos 11 anos foi aceita como aluna de canto da grande professora Aurélia Camihor Lofrucio. Aos 12 anos apresenta-se como solista da Orquestra Sinfônica e o Coro do Ateneo Paraguayo. Foi protagonista de várias zarzuelas e operetas, formando mais tarde a sua própria companhia, com a denominação de "Compañía Paraguaya de Comedias Musicales".
É graduada com o título de Doutora em Psicologia e Ciências Sociais. Especializou-se em Nutrição e Auriculoterapia.
Realizou estudos de Marketing e Jornalismo em Genebra.

## Carreira
Dedicou-se, um longo tempo a Música Folclórica Paraguaia e Latino Americana. Realizou o resgate e a compilação dos ritmos negros de “Cambá Kuá – Paraguai”, bem como longas giras pela Europa, Oriente, Estados Unidos e América Latina.
Possui uma discografia de trinta e três discos, sendo que sua primeira gravação realizou-se em Portugal.
No dia 5 de fevereiro de 1995 se tornou a primeira artista latino americana em cantar como solista, em um concerto integrado, no Manhattan Center de Nova Iorque.
Na Espanha, a suas apresentações no rádio e na televisão foram muito consagratórias. Adjudicada com o prêmio “España de Oro” como a melhor cantora de fala hispânica, e foi premiada três vezes consecutivas com a “T” de triunfadora como “Melhor Cantora Hispano - Falante”.
No Chile, foi renomada como Jurado no Festival Internacional da Canção de Viña del Mar e no Festival OTI da Canção.
Como poeta, Gloria Criscione Pineda, foi convidada ao quarto salão do livro em Paris, e seus poemários mostram na compilação da poesia paraguaia do PEN CLUB, que premia aos melhores cem escritores paraguaios.
Tem editado cinco livros: “Cristal” “Cuarzo y Cristal”, “Transmutación y Silencio”, “Clave y Recuerdos” e “Medicina Natural, su alternativa”
Depois de estar ausente durante alguns anos, para organizar la “Gloria International Fundation”,  sua Fundação para as Artes, as Ciências e a Tecnologia, retorna ao mundo do espetáculo, realizando concertos para a obtenção de fundos para la nomeada Fundação, a qual, sem dúvidas, é uma das mais importantes prioridades.

## Artista e Embaixadora da Paz
♪ Aos 13 anos, representou o Paraguai, por primeira vez, no festival da América do Sul em Salta, Argentina, obtendo o primeiro prêmio em “Interpretação e canto”.
♪ Foi indicada pela Universidade Nacional de Assunção para o prémio: “PRÍNCIPE DE ASTÚRIAS” pelo seu trabalho na integração dos povos ibero americanos.
♪ Foi recebida por sua Santidade o Papa João Paulo II, como porta voz dos artistas latino americanos.
♪ Foi nomeada Delegada Cultural Itinerante de la República do Paraguai e Embaixadora Artística.
♪ Foi nomeada Embaixadora da Paz em 2007 pela Federação Inter-Religiosa e Internacional para a Paz Mundial, com sede nos Estados Unidos e reconhecida pela ONU.
♪ Pela resolução da Junta Municipal de Assunção, foi nomeada Filha Dileta da Cidade de Assunção.
♪ Em 2003, a Universidade Ibero - Americana, concedeu a distinção de “Honra ao Mérito”, plasmando seu nome numa placa, integrando assim, o mural da Universidade para exemplo das futuras gerações.
♪ A Defensora do Povo da República do Paraguai, a nomeia “Mulher Protagonista do Paraguai”.
♪ Foi selecionada entre 141 cantores, no Manhattan Center em Nova Iorque, para formar parte de uma das 3 sopranos no primeiro Concerto de Sopranos, por la Paz Mundial, “The Sopranos World Concert, for World Pace” (uma série de concertos a ser realizados, em lugares estabelecidos como Patrimônios da Humanidade). Junto aos sopranos: Seiko Lee (Japão) e M.Zuri (Estados Unidos), e os grandes diretores da orquestra dos diversos continentes: David Eaton da Estados Unidos (célebre Diretor da Sinfonia da cidade de Nova Iorque), Luca Testa da Itália (especializado no repertório operístico Italiano, com particular atenção ao estilo verdiano e pucciniano) e da Paraguai, Florentín Giménez (que compreende 100 obras de câmara, entre elas 10 “zarzuelas” paraguaias, 4 poemas sinfônicos, 2 suítes para bale, 4 concertos para violino, piano e violoncelo).
♪ Em fevereiro de 2009, a Universidade Metropolitana de Assunção, reconhece a Gloria Criscione Pineda, pelas suas ações positivas na construção de uma sociedade mais digna, eqüitativa e democrática, como uma das mulheres construtoras da História do Paraguai.